# Костаков, Владимир Георгиевич
Владимир Георгиевич Костаков (19 января 1928 г. Москва — 14 октября 2013 г. Москва) — советский и российский экономист и организатор науки, доктор экономических наук, профессор, директор Научно-исследовательского экономического института при Госплане СССР, впоследствии реорганизованного в ИМЭИ при Минэкономики РФ; создатель научной школы по прогнозированию занятости населения.

## Биография
Окончил экономический факультет Московского государственного университета им. М. В. Ломоносова по специальности «Экономист-статистик и преподаватель вуза» и аспирантуру, защитил диссертацию на соискание ученой степени кандидата экономических наук на тему «Ритмичность работы предприятия и экономико -статистические методы ее изучения» (1955). Доктор экономических наук (1979), профессор (1984).
Вся научная биография В. Г. Костакова была связана с Научно-исследовательским экономическим институтом (НИЭИ) при Госплане СССР (в настоящее время — ИМЕИ ИМЭФ ВАВТ при Министерстве экономического развития РФ). В своем институте В. Г. Костаков прошел все ступени от младшего научного сотрудника (1956 г.) до директора (1987—2007 гг.), подготовил самостоятельно или организовал выполнение сотен научных докладов, монографий, статей и других научных работ. Готовил аспирантов, докторантов и был председателем диссертационного совета. 
Продолжал исследования балансов трудовых ресурсов, ранее начатые известными советскими учеными С.Г. Струмилиным, Л.Е. Минцем, М.Я. Сониным и другими.
Создал научную школу разработчиков, аналитиков и прогнозистов баланса трудовых ресурсов, занятости и безработицы. Из научной школы В.Г.Костакова вышли Ф.Т. Прокопов, создатель и первый руководитель Государственной службы занятости населения (в настоящее время Федеральная служба по труду и занятости), другие советские и российские экономисты-трудовики, демографы и миграциологи. 
С 1986 года возглавлял научный совет АН СССР (РАН) «Проблемы демографии, миграции и трудовых ресурсов»
Под руководством В.Г.Костакова были разработаны Федеральные программы социально-экономического развития на 1995-2005 гг. Республики Саха (Якутия) и Республики Бурятия, утвержденные правительством РФ.

## Сочинения
- Костаков В. Г. , Литвяков П. П. Баланс труда (содержание и методика разработки). М.: Издательство «Экономика», 1965. — 312 с.
- Костаков В. Г. Прогноз занятости населения (методологические основы). М. Экономика, 1979. — 184 с.
- Костаков В. Г. Проблемы занятости и формирования рынка труда. Экономика и математические методы. 1995. № 5
- Костаков В. Г. Глава 1. Трудовые ресурсы и трудовой потенциал. В коллективной монографии: Экономика труда и социально-трудовые отношения. под редакцией Г. Г. Меликьяна, Р. П. Колосовой. М.: Издательство Московского университете, 1996—625 с.